# Jerónimo Jiménez de Urrea

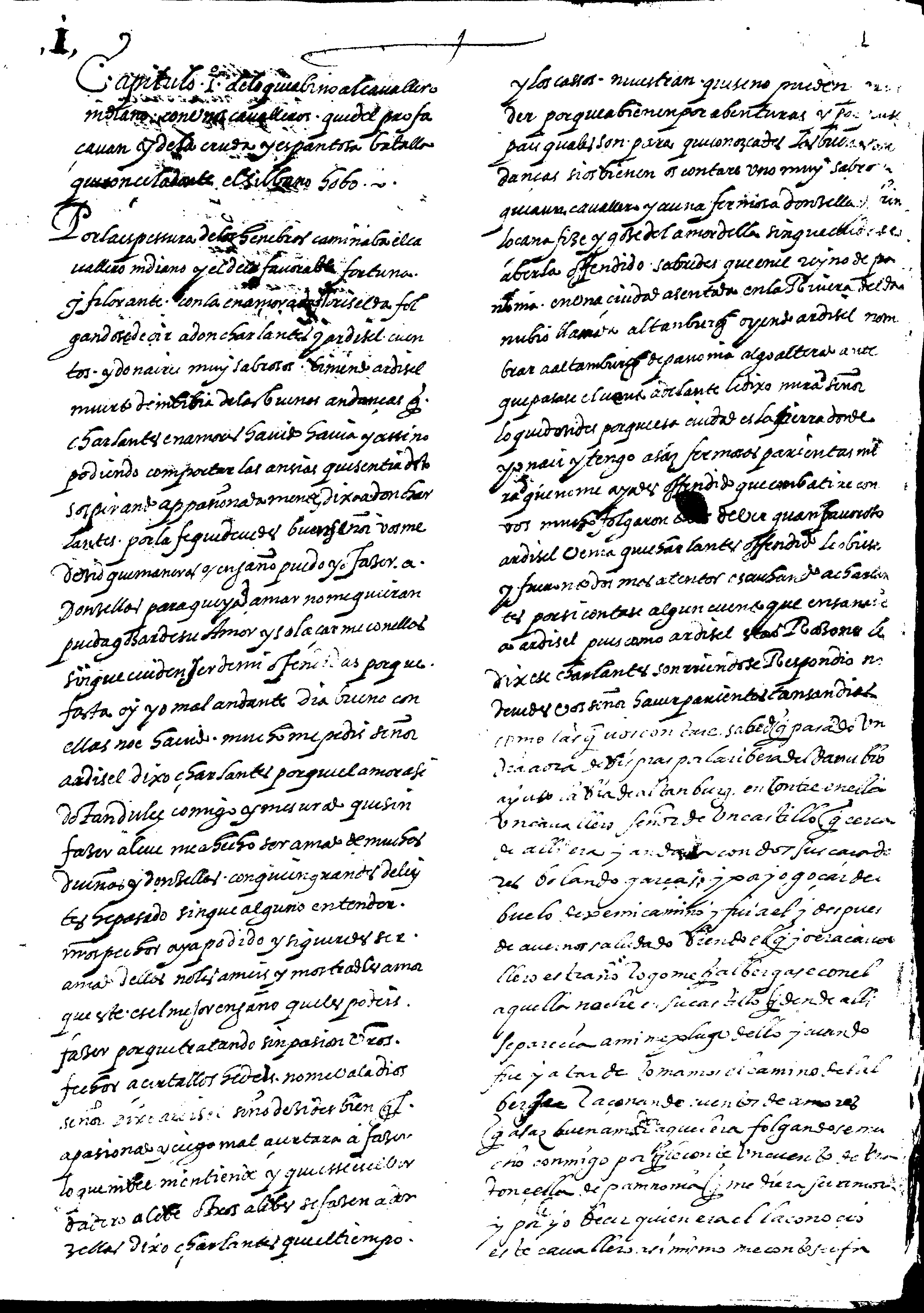
Manuscrito del en el que se contiene la segunda parte de la novela de caballerías Clarisel de las Flores, inédita hasta 1879.

Jerónimo Jiménez de Urrea (Épila?, Zaragoza, h. 1510-Nápoles?, antes de octubre de 1574) fue un militar y escritor español procedente del noble linaje aragonés de los Jiménez de Urrea.
Posiblemente hijo bastardo del vizconde Jimeno II de Urrea y la noble navarra Ana de Armendáriz, recibió una educación esmerada. Hacia 1530 inició la carrera militar. Combatió en 1536 junto a Guillén de Moncada, el capitán Maldonado y Garcilaso de la Vega en el infortunado asalto a la fortaleza de Muy (Provenza), en el que murió el célebre poeta. Más adelante luchó en las campañas italianas del emperador Carlos V. Por esta época traba amistad con Gutierre de Cetina, Luis Zapata, Cristóbal de Castillejo o Pedro Mejía. Es dudosa su participación en la expedición a Argel en 1541; dos años más tarde participó en la toma de Saint-Dizier, campaña desencadenada por el emperador con objeto de castigar al conde de Cleves, aliado con Francia, y obtuvo el grado de capitán.
Tomó parte como capitán en la batalla de Mühlberg y, tras su largo servicio, fue nombrado caballero de la Orden de Santiago y obtuvo cargos dirigentes en Italia sirviendo a Fernando Álvarez de Toledo y Pimentel, duque de Alba, quien gobernó en el Ducado de Milán y el Reino de Nápoles. En 1566 Jiménez de Urrea es nombrado virrey de Apulia. Las noticias sobre los últimos años de su vida escasean, quizá debido a la reserva que ocasionó la investigación abierta por el Consejo de Órdenes Militares en junio de 1569, para esclarecer, por orden de Felipe II, una acusación de sodomía. En octubre de 1574 consta que ya había fallecido cuando su sobrino pidió licencia para reeditar el Diálogo de la verdadera honra militar.

## Obras
Entre su obra destaca la primera traducción al castellano del Orlando furioso de Ludovico Ariosto (Amberes, 1549). También tradujo la Arcadia de Jacopo Sannazaro y en 1555 escribió una versión de El caballero determinado (Le chevalier deliberé), de Olivier de la Marche, a partir de una traducción en quintillas de Hernando de Acuña, lo que motivó una invectiva de este último contra la versión del aragonés basada en la falsilla de la «Oda ad florem Gnidi» o «Canción V» de Garcilaso de la Vega, que comenzaba «De vuestra torpe lira/ ofende tanto el son que en un momento/ mueve al discreto a ira...» y que llevaba por título: «A un buen caballero, y mal poeta, la lira de Garcilaso contrahecha». Ni la traducción de la Arcadia ni la del Caballero determinado fueron muy afortunadas, pues Jiménez de Urrea no era hombre excesivamente culto, pero sí tuvo gran difusión y éxito su traducción del Orlando furioso.
Compuso un extenso poema caballeresco y heroico en endecasílabo blanco como homenaje y alabanza del emperador, El victorioso Carlos V (1579), compuesto por cinco cantos, que tiene por objeto ensalzar la victoria de Mühlberg de la Monarquía Católica.
Quedó inédita su novela de caballerías Clarisel de las Flores, que finalmente fue publicada en 1879 y dada a conocer por Pascual Gayangos y estudiada por Jerónimo Borao en sus tres partes. Sigue el ejemplo del Amadís de Gaula, aunque con elementos de comedia de enredo, libro de aventuras, novela bizantina y cierta caracterización psicológica de los héroes. Incluyó en ella numerosos poemas de su propia factura, sobre todo romances, algunos de gran belleza, como el que reza:

Decidme, oh vos, blancos cisnes,

los que gozáis de las aguas,

¿cómo podréis defenderos

de las amorosas llamas?

plegue al amor que vos junte

en sombras de verdes ramas,

donde gocéis para siempre

una vida dulce y blanda,

sin temer que se os enturbien

esas vuestras alas mansas.

Salid, oh cisnes, de entre ellas

que las veréis alteradas,

y de un gran fuego amoroso

encendidas y abrasadas.

Dejad que se apague en ellas

ansias tan desordenadas.

Diálogo de la verdadera honra militar (Venecia, 1566) es un tratado que describe comportamientos caballerescos reales, como los duelos, y otros temas relacionados, como la heráldica, o el conocimiento de las medallas. Utiliza el género del diálogo humanístico.
Hubiera sido interesante conocer su novela pastoril perdida La famosa Épila, pues pudo tener rasgos costumbristas que suelen ser ajenos al ámbito espacio temporal en que se ambientan habitualmente las novelas arcádicas de rústicos pero nobles pastores idealizados.
Eugenia Fosalba, sin pretender ser conclusiva al respecto, ofrece numerosos datos que sugieren la posibilidad de su autoría sobre la novela morisca Historia del Abencerraje y de la hermosa Jarifa.
Fue alabado por Juan Francisco Andrés de Uztarroz, quien lo comparó con Garcilaso de la Vega. Sin embargo, la obra de Jerónimo de Urrea es de calidad literaria mediana, y su espíritu, pese a su prolongada vida italiana, siempre se vio apegado al ideal caballeresco de siglos pasados, lo que le impidió acceder plenamente a una mentalidad renacentista.